# Gorysz miarz
Gorysz miarz (Peucedanum ostruthium) – gatunek rośliny z rodziny selerowatych.

## Rozmieszczenie geograficzne
Występuje na podgórzach i górach Europy Środkowej, północnej części Europy Południowej, jako obcy gatunek zadomowiony rośnie na Wyspach Brytyjskich, w Skandynawii, europejskiej części Rosji i w północno-wschodniej Ameryce Północnej. W Polsce rośnie w Sudetach, poza tym rozproszony na stanowiskach uznawanych za antropogeniczne na niżu w południowo-zachodniej części Polski i na pojedynczych stanowiskach na Kaszubach i Mazurach Garbatych. Poza górami notowany jest dziczejący w parkach i uciekinier z ogródków wiejskich.

## Morfologia

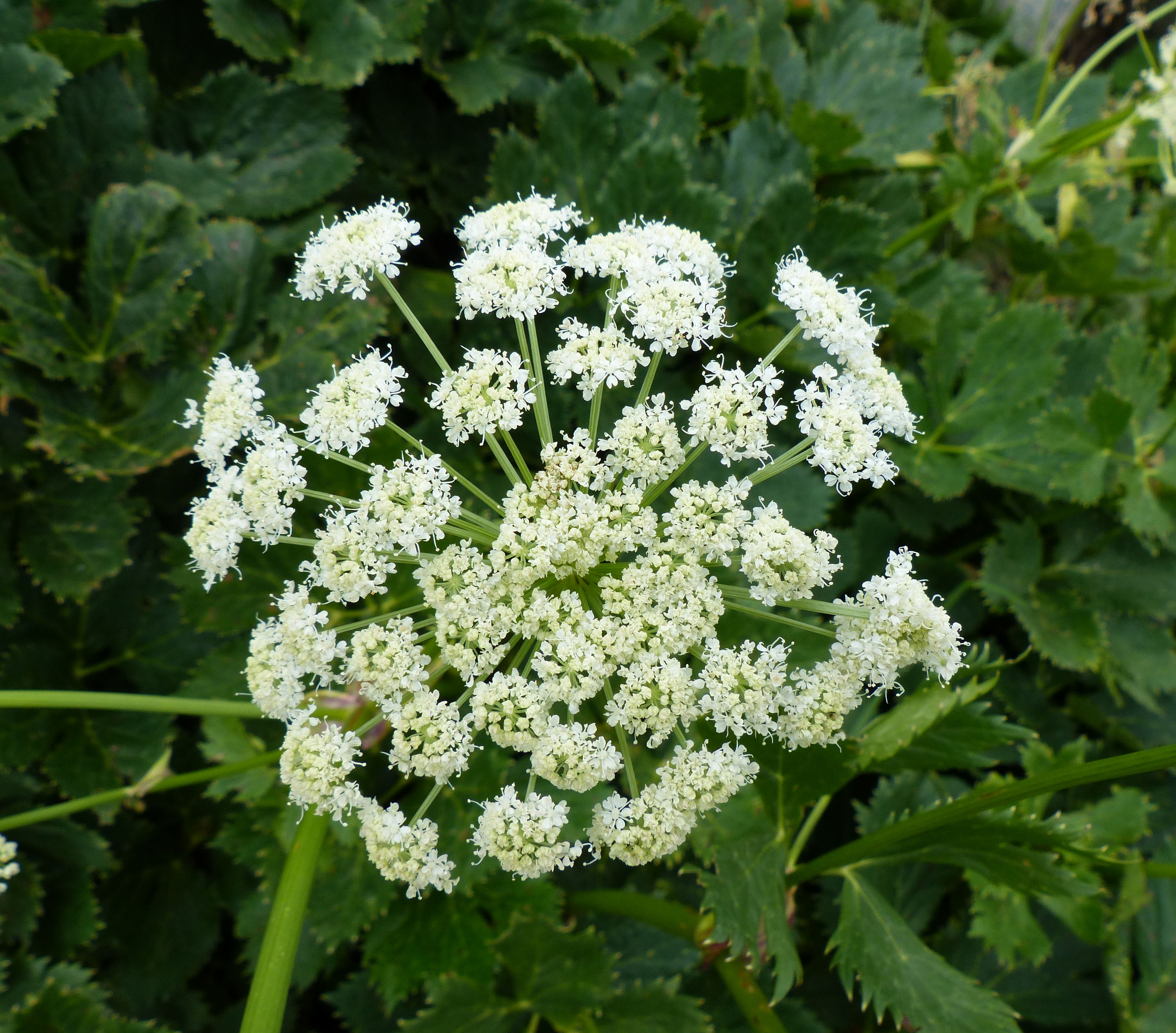
Kwiatostan

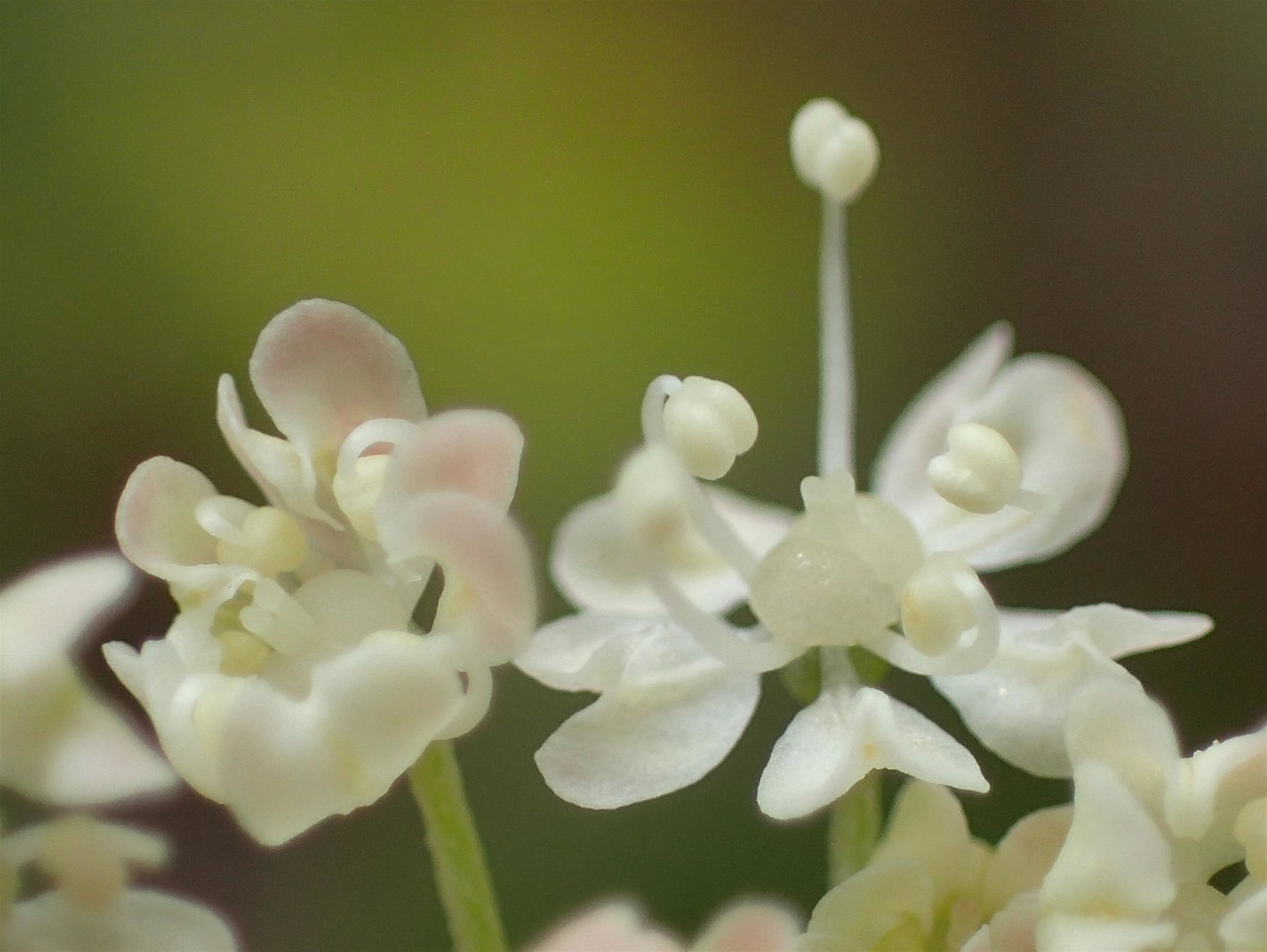
Kwiat

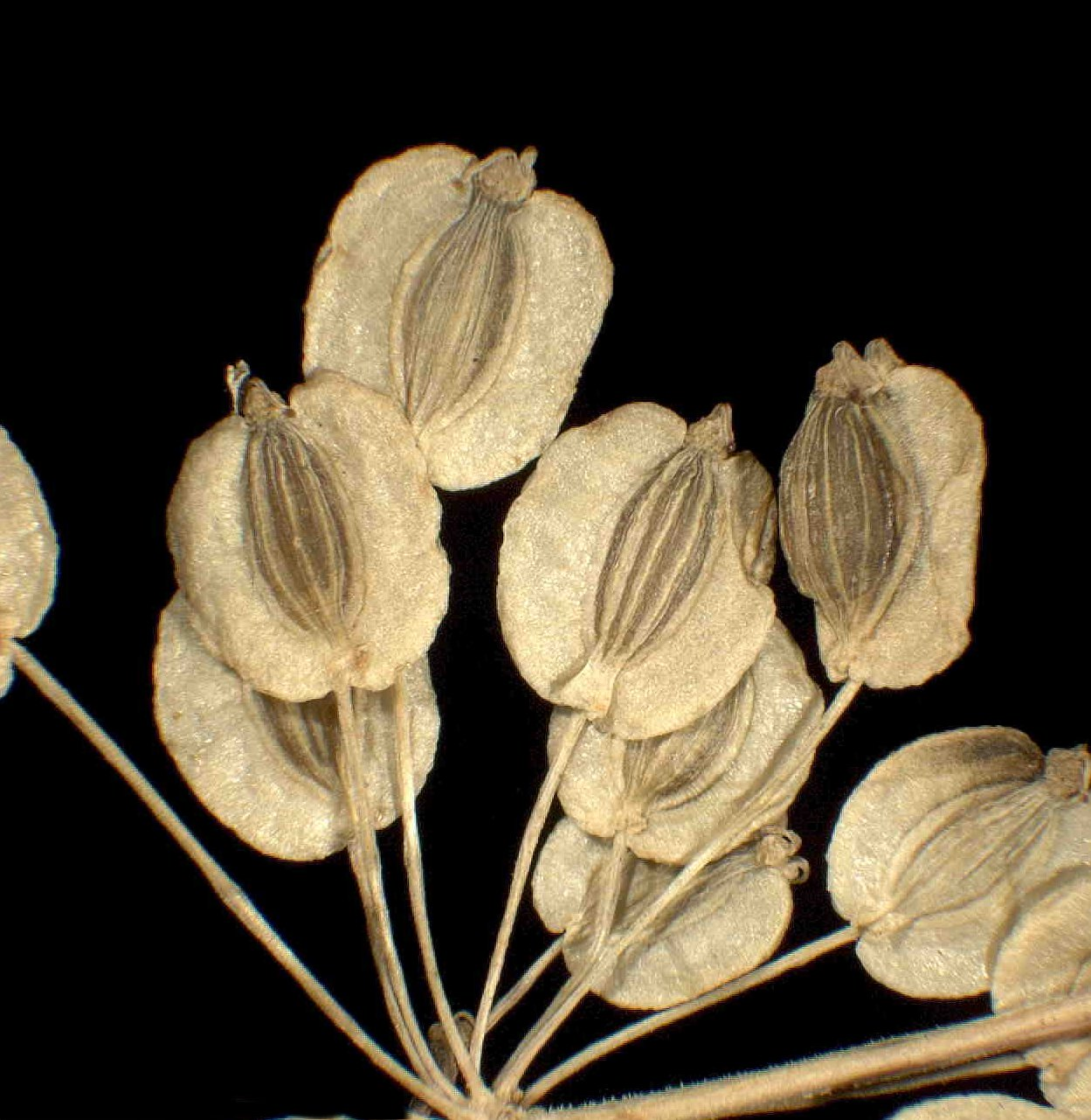
Owoce

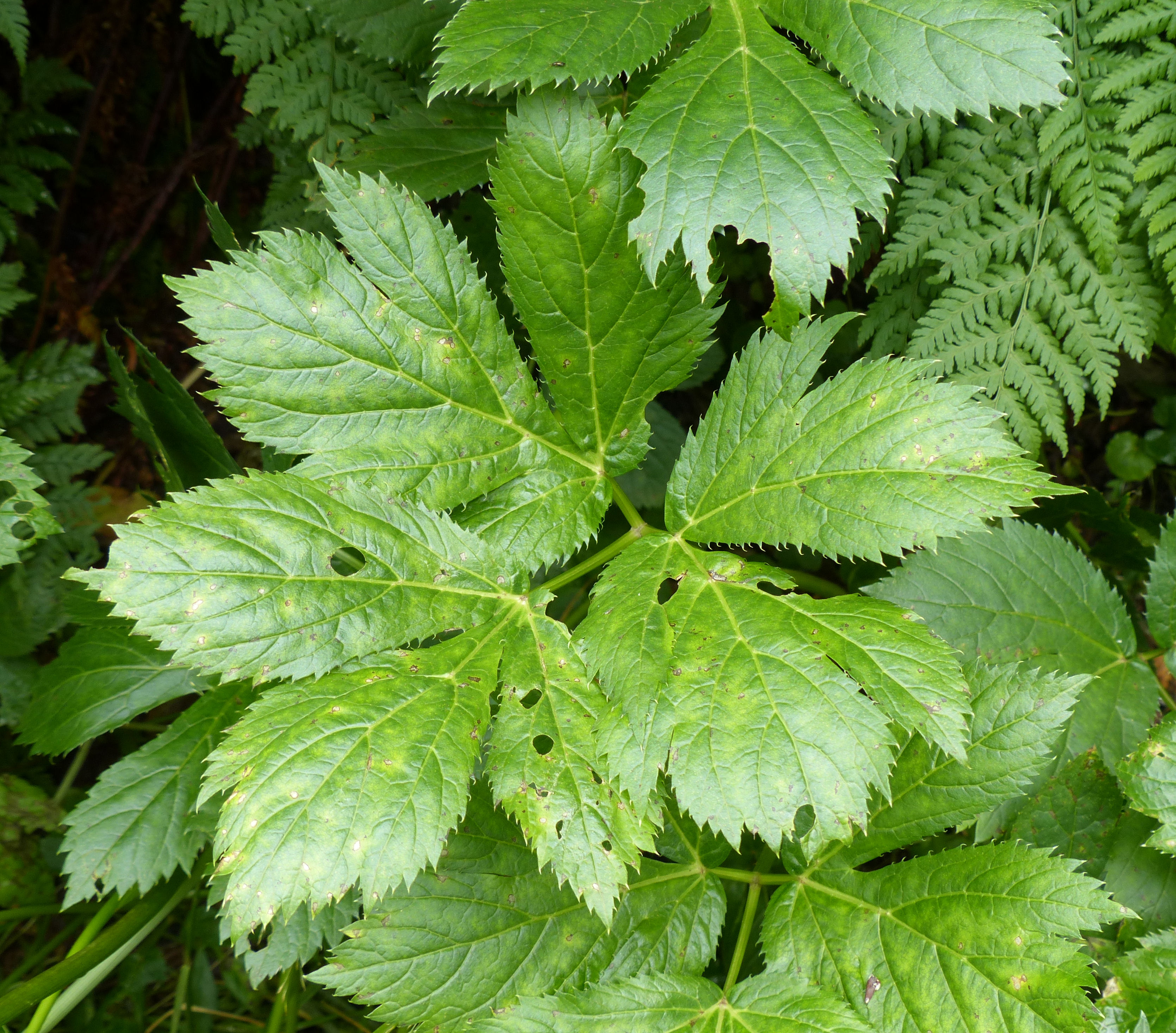
Liść

PokrójRoślina zielna o mocnym, korzennym zapachu. Łodyga w części nadziemnej wysokości od 30 do 100 cm, słabo bruzdowana lub kreskowana, naga przynajmniej w dole, w górze słabo owłosiona i tam też czasem rozgałęziona. W części podziemnej ma postać wrzecionowatego, wielogłowowego kłącza, z którego wyrastają walcowate, podziemne rozłogi.
LiścieDolne liście z długimi ogonkami. Ich blaszka 1–3 krotnie podzielona, z odcinkami pierwszego rzędu osadzonymi na ogonkach. Odcinki liścia rombowe,eliptyczne lub jajowate osiągające do 10 cm długości i 7 cm szerokości, na brzegach ząbkowane (z ostrzem na szczycie ząbków), odcinki szczytowe najczęściej trójklapowe, czasem także boczne odcinki są dwuwrębne. Górne liście osadzone są na obłonionych na brzegu i wyciągniętych w uszka pochwach liściowych, o blaszce słabiej podzielonej.
KwiatyZebrane w baldaszki, które w liczbie od 20 do 50 tworzą okazały baldach złożony. Szypuły są kanciaste i owłosione. Białe lub różowe, zebrane w baldachy. Pokryw brak lub składają się tylko z jednego listka, pokrywki w liczbie kilku, są szczeciniaste. Ząbki kielicha całkiem zredukowane. Płatki korony białe lub czerwonawe, odwrotnie jajowate, długości do 1,5 mm i szerokości do 1 mm, na szczycie wycięte i z łatką zagiętą do środka kwiatu.
OwoceOkrągławe rozłupki o długości do 5 mm, spłaszczone grzbietowo, z trzema tępymi żebrami grzbietowymi i dwoma skrzydlastymi żebrami brzeżnymi. Na szczycie stożkowaty krążek miodnikowy zwieńczony dłuższymi od niego szyjkami słupka.

## Biologia i ekologia

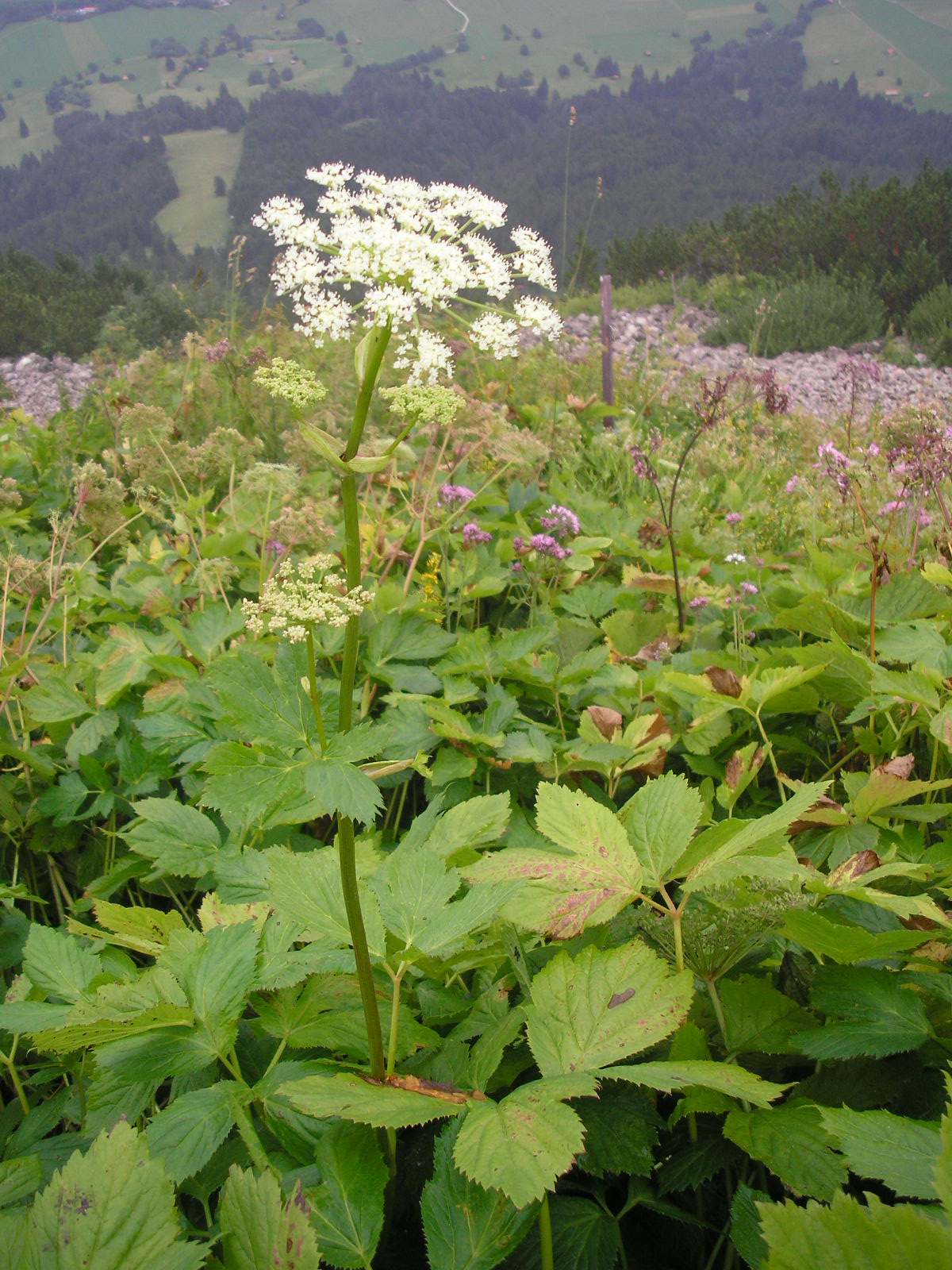
Pokrój

Bylina. Kwitnie od czerwca do sierpnia. Siedlisko: Łąki, lasy, zarośla olszowe, ziołorośla, brzegi potoków. Rośnie na glebach wilgotnych, w górach zwykle na wysokościach od 1400 do 2800 m n.p.m. (w polskich Sudetach zazwyczaj od 900 do 1200 m n.p.m., maksymalnie do 1480 m).

## Zastosowanie
Roślina była uprawiana i wykorzystywana jako lecznicza.
- Surowiec zielarski: kłącze (Rhizoma Imperatoria), zawierające olejki eteryczne z 95% terpenów, pochodne kumaryny, oleje, żywice, garbniki[7].
- Działanie: gatunek stosowany był przy chronicznych zaburzeniach żołądkowo-jelitowych i dolegliwościach wątrobowych jako środek ogólnie wzmacniający[7].